# Anilios chamodracaena
Anilios chamodracaena är en ormart som beskrevs av Ingram och Covacevich 1993. Anilios chamodracaena ingår i släktet Anilios och familjen maskormar. Inga underarter finns listade i Catalogue of Life.
Denna orm förekommer i Australien på Kap Yorkhalvön. Den vistas i fuktiga skogar och i fuktiga savanner. Honor lägger ägg.
Beståndet hotas regionalt av skogsröjningar. Antagligen har Anilios chamodracaena bra anpassningsförmåga. IUCN listar arten som livskraftig (LC).